# Correbia minima
Correbia minima là một loài bướm đêm thuộc phân họ Arctiinae, họ Erebidae.